# 3765 Тексеро
3765 Тексеро (3765 Texereau) — астероїд головного поясу, відкритий 16 вересня 1982 року.
Тіссеранів параметр щодо Юпітера — 3,307.